# Paulicius

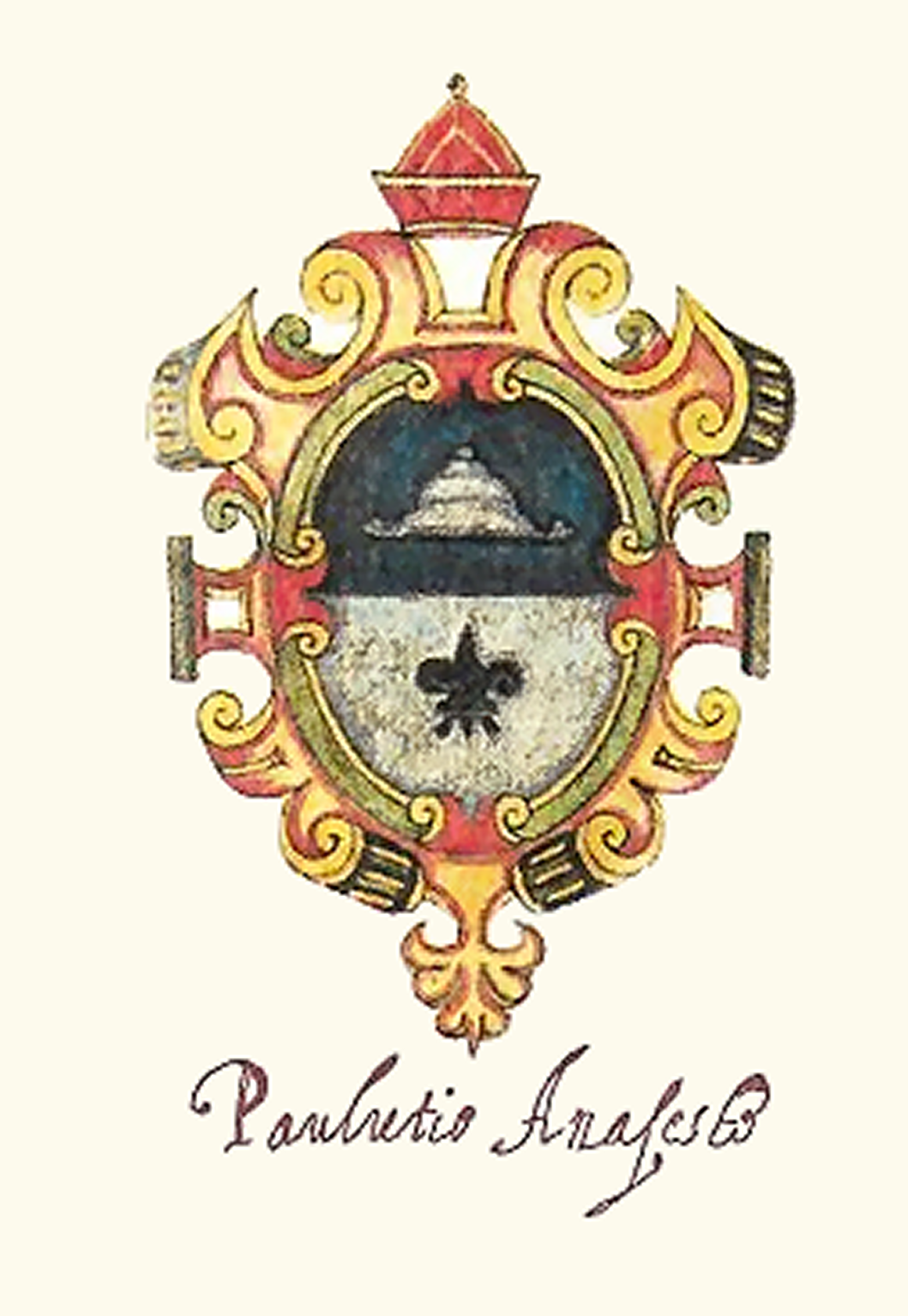
Wappen des „Paulutio Anafesto“. Es zeigt die Form des Dogennamens, wie sie im frühen 17. Jahrhundert gängig war, als man ein Wappen erfand, das dem der Familie Falier entsprach. Diese beanspruchte den ersten Dogen als ihren Ahnen. Die Heraldik setzte erst im 3. Viertel des 12. Jahrhunderts ein, später wurden rückblickend, wie auch hier, Wappen an die frühen Dogen vergeben, die nie ein solches Wappen geführt hatten („fanta-araldica“); dies diente dazu, die Familien dieser Epoche mit möglichst frühen Dogen in ein verwandtschaftliches Verhältnis zu setzen, was ihnen Ansehen sowie politischen und gesellschaftlichen Einfluss verschaffte.

Paulicius, in der Historiographie der neuzeitlichen Republik Venedig oftmals Anafestus Paulucius oder Paoluccio Anafesto genannt, galt lange als der erste Doge von Venedig. Nach der Tradition, der ab dem 14. Jahrhundert zunehmend dominierenden, staatlich gesteuerten Geschichtsschreibung, wurde er als Dux der Siedlungen der Lagune von Venedig und der näheren Umgebung im Jahr 697 gewählt, um die Verteidigung gegen die Langobarden zu koordinieren. Folgt man der neuzeitlichen Überlieferung, so starb der erste Doge im Jahr 717 nach etwa zwanzigjähriger Herrschaft. Die älteren historischen Werke geben allerdings stark davon abweichende Herrschaftsdaten an.
Die Historizität des Dogen wurde seit den Forschungen des frühen 20. Jahrhunderts bestritten. Er zählt seit den Arbeiten von Roberto Cessi nicht mehr als erster Doge. Das Gleiche gilt auch für seinen angeblichen Nachfolger Marcellus, der gleichfalls lange zu den insgesamt 120 Dogen gezählt wurde, die gegen Ende der Republik Venedig Anerkennung durch die staatliche Geschichtsschreibung fanden. In der jüngsten Forschung gilt jener Marcellus, der angebliche Nachfolger des Paulicius, als Beherrscher zumindest von Teilen der Lagune und ihrer näheren Umgebung, während Paulicius vielleicht Treviso dominierte, das zum Langobardenreich gehörte. Mit der Umdeutung der ersten beiden angeblichen Dogen, etwa als Stellvertreter der oströmischen Macht, gilt nunmehr Orso Ipato als erster Doge.

## Name
Das Lexikon des Mittelalters führt den Dogen in der Namensform Paulicius, doch hat der Name eine eigene Geschichte mehrfacher Umdeutung erfahren. In den wenigen zeitlich näheren Quellen erscheinen die Namen Paulucius oder Paulitius. Erst in der Überlieferung ab den 1360er Jahren finden sich Namensformen wie Paulucio prenomado Anafesto, Paolo Lucio Anafesto oder Paoluccio Anafesto, aber auch Paolicio. In der zeitlich nächsten erzählenden Quelle, der Istoria Veneticorum des Johannes Diaconus, erscheint um 1000 Paulicius als erster Doge, ohne Beinamen.
Schon 1769 widersprach Johann Friedrich LeBret im ersten Band seiner vierbändigen Staatsgeschichte der Republik Venedig der Ableitung von Paul Lucas. Nach Heinrich Kretschmayr führten die Quellen „als ersten dieser Duces den Paulus, Sohn des Lucius, Paulutius“.
Der Name des Dogen wurde in der späteren Tradition so aufgefasst, dass Anafestus oder Anafesto der Familienname wurde. Darüber hinaus wurde angenommen, Anafesto sei der ursprüngliche Name der adligen Familie Falier. Daher wurde der Namensteil „Anafesto“ nachgestellt, der Vorname italianisiert als „Paolo Lucio“ geschrieben, bzw. im Venezianischen als „Paoluccio“. Dementsprechend erscheint sein Name bereits in den spätmittelalterlichen Darstellungen in der Form „Paoluccio Anafesto“ oder „Paolo Lucio Anafesto“. In der hoch- und spätmittelalterlichen Geschichtsschreibung hingegen erscheint der Name Paulucius ansonsten ohne den (angeblichen) Familiennamen. Das von Fiori Luca transkribierte Autograph von Piero Giustinian erweist dies noch im 16. Jahrhundert, ebenso wie das Chronicon Altinate oder Chronicon Venetum aus dem späten Frühmittelalter.
Nach Giovanni Monticolo (Le vite dei dogi, S. 99 f.) erscheint der Name „Anafesto“ erstmals in der Cronica di Venexia detta di Enrico Dandolo. Sie entstand in der Zeit zwischen 1360 und 1362/65, wie der Herausgeber Roberto Pesce vermerkt. Der Namensteil „Anafestus“ taucht ebenfalls in der nur wenig jüngeren Chronik auf, die angeblich von Nicolò Trevisan stammt, und die Heinrich Kretschmayr noch in das 15./16. Jahrhundert datierte. Diese Chronik wurde inzwischen in das spätere 14. Jahrhundert datiert, da sie ausführlich über den Aufstand der venezianischen Siedler auf Kreta (1363–1366) berichtet.
In der lateinischen Geschichtsschreibung der Frühen Neuzeit etablierte sich dennoch der Name Paulucius Anafestus, so etwa 1502 bei Pietro Marcello, und auch in der zweibändigen Historia Veneta des Alessandro Maria Vianoli von 1680, die 1686 ins Deutsche übersetzt unter dem Titel Der Venetianischen Hertzogen Leben / Regierung, und Absterben / Von dem Ersten Paulutio Anafesto an / biss auf den itzt-regierenden Marcum Antonium Justiniani erschien, hieß der erste Doge weiterhin „Anafestus Paulucius“. Hingegen wurde er in der italienischen Fassung von Vianolis Werk aus dem Jahr 1680 „Paoluccio Anafesto“ (ab S. 21) genannt, ähnlich wie bereits 1602 in Francesco Sansovino, Girolamo Bardi: Delle Cose Notabili Della Città Di Venetia, Libri II, Salicato, Venedig 1606, wo er „Paolo Lucio Anafesto“ hieß.

## Chronikalische Überlieferung und Datierung

### Herkunft aus Heracleia, Wahl nach derIstoria Veneticorum(13. Jahrhundert)
Die Nachrichten über Paulicius sind noch rarer, als über die nachfolgenden Dogen. Nach Johannes Diaconus, dem besagten ältesten Geschichtsschreiber Venedigs, Kaplan und Diplomaten des Dogen Pietro II. Orseolo (991–1009), stammte Paulicius aus Heracleia, der Hauptstadt der Venezia marittima, die unter dem oströmisch-byzantinischen Kaiser Herakleios (610–641) gegründet worden war. Paulicius wäre demnach von der Volksversammlung der Venetici, die mit den erwachsenen Männern der Lagune von Venedig und einiger umliegenden Städte gleichgesetzt wurde, zum dux gewählt worden. Das Geschichtswerk des Johannes Diaconus, die Istoria Veneticorum, stammt allerdings nur mit Blick auf die Zeit zwischen 764 und 1008 tatsächlich von diesem Verfasser, wohingegen die Abschnitte, die die Zeit davor darstellen, erst im frühen 13. Jahrhundert hinzugefügt wurden. Zweifel an der Wahl des Dogen rief schon vor dieser Feststellung die Tatsache hervor, dass die nächste überlieferte Dogenwahl erst wieder im Jahr 887 stattfand, als nämlich Giovanni II. Particiaco gewählt wurde.

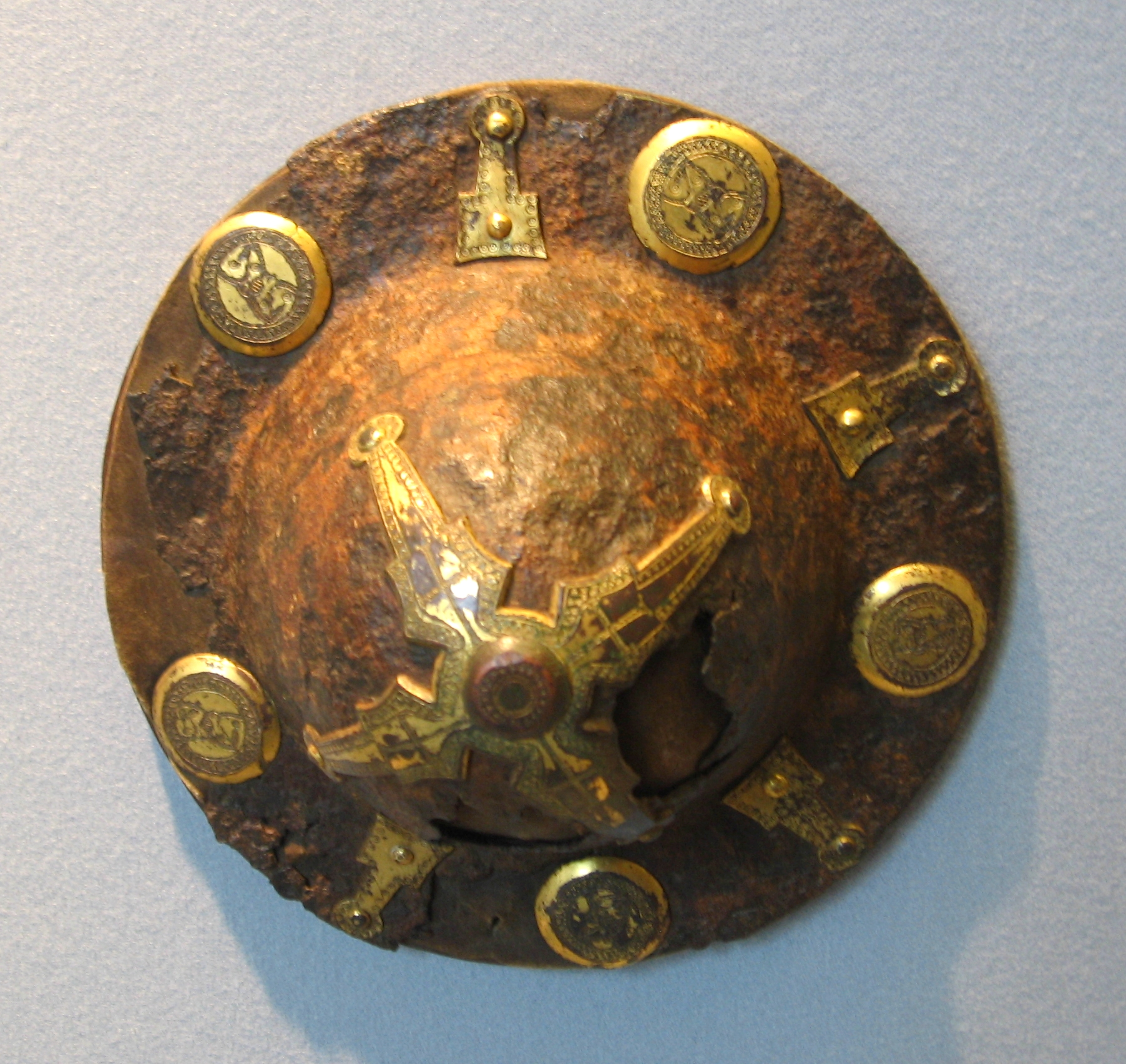
Langobardischer Schildbuckel, 7. Jahrhundert

Paulicius sollte die (angebliche) Herrschaft der Tribunen, die seit 150 Jahren die Inseln beherrschten, beenden. Nach der Hand, die Johannes Diaconus für die Zeit vor 764 ergänzte, wurden diese Tribunen jährlich gewählt, doch war ihre Macht zu gering, um dem Druck der ‚Barbaren‘ standzuhalten. Daher entschied man sich, alle Macht in eine Hand zu geben, da dies „honorabilius“ sei, was annähernd mit ‚ehrenhafter‘ zu übersetzen wäre. Dabei hat der honor im Frühmittelalter eine spezifische Bedeutung, denn er bezeichnet eher die Wahrung äußerlich sichtbarer Anzeichen für die Ehre der Venedig tragenden Gemeinschaft, vor allem der führenden Mitglieder, bei der die Symbolische Kommunikation von zentraler Bedeutung war. Johannes lässt durch diese Begründung eine Parallele zum Denken der Langobarden aufscheinen, denn es handelte sich dabei um das gleiche Motiv, aus dem diese ihre Herzogszeit durch Einsetzung eines Königs beendet hatten, nämlich von König Authari im Jahr 584. Womöglich wollte der Autor, der vielfach von der Historia Langobardorum des Paulus Diaconus abgeschrieben hat, die Venezianer auf eine Ebene mit ihnen stellen, oder er wollte ihnen die gleiche Ehre zuteilwerden lassen.
Nach einer langen Debatte einigte sich die vielleicht vom Patriarchen von Grado einberufene Volksversammlung, gemeinsam mit diesem und den Bischöfen – Kleriker erscheinen bei den Wahlen ansonsten erst im 11. Jahrhundert – auf Paulicius, der als überaus erfahren und illuster galt. Man habe ihm Treue geschworen und ihn in Heracleia zum Dux proklamiert.
Damit begann entsprechend der venezianischen Tradition eine Reihe von insgesamt 120 Dogen, die bis 1797 reichte, und die nur von 737 bis 742 unterbrochen wurde, als fünf magistri militum in der Lagune herrschten. Nach Johannes Diaconus – und damit weicht er von der lange gängigen Datierung ab – fand die Wahl zur Zeit des Kaisers Anastasius (713–715/16) und des Langobardenkönigs Liutprand (712–744) statt, also zwischen 713 und 715.

### Unsicherheit der Datierung in späteren Chroniken, zentrale Rolle Andrea Dandolos
Nach späteren Chronisten fand die Wahl 706 statt, doch wurde im Allgemeinen das Jahr 697 akzeptiert, da dieses in der Chronica extensa des Dogen Andrea Dandolo (1343–1354) angegeben wird, die am Ende maßgeblich wurde. Diese erste der staatlichen Chroniken wurde als verlässlicher erachtet als die zeitlich nähere Chronik des Johannes Diaconus, selbst wenn dieser Passus erst im frühen 13. Jahrhundert entstanden sein kann.
Dandolo schreibt zur Dogenwahl, dass „Tribuni et omnes primates et plebei cum patriarcha et episcopis et cuncto clero in Heraclea hiis diebus pariter convenerunt“ (‚Die Tribunen und sämtliche Herren und das Volk versammelten sich mit dem Patriarchen, den Bischöfen und dem gesamten Klerus‘). Wie so häufig in der venezianischen Staatsgeschichtsschreibung wurden die Konflikte und Interessen hinter diesem Vorgang verschleiert (oder waren schon gar nicht mehr bekannt), um eine von Anfang an bestehende Einigkeit über die Machtordnung und ihre Teilhaber zu suggerieren. Zudem wurde durch Dandolo die Trennung zwischen Klerus und Laien rhetorisch hervorgehoben, die für die venezianische Geschichte eine größere Bedeutung besaß als für die anderer Staaten. In der Chronica brevis aus derselben Feder heißt es hingegen: „Paulucius dux ab universis tribunis maioribus ac populi multitudine laudatus fuit Dux in Civitate nova, elapsus ab incarnacione Domini Nostri Yesu Christi annis septingentis quinque.“ Er wurde also im Jahr 705 akklamiert (nicht gewählt), der Klerus wird hier von Andrea Dandolo nicht erwähnt. Das Jahr 697 als Wahljahr für „Paulucius Anafestus Heracleanus“ begründete Willem Theodor Graswinckels Libertas Veneta von 1634 explizit mit einem Zitat aus der Chronik des Andrea Dandolo.
Die Datierung in der ersten Chronik Venedigs, die in Volgare verfasst wurde, der Cronica di Venexia detta di Enrico Dandolo (hier ist nicht der gleichnamige Doge gemeint), steht in Widerspruch zur bis weit ins 20. Jahrhundert anerkannten Chronologie. Einerseits glaubt der Verfasser, die Wahl habe während der Regierungszeit Papst Gregors (II.) stattgefunden, der von 715 bis 731 im Amt war, und zugleich während derjenigen des Kaisers „Anostasio II“, also Anastasius’ II., der von 713 bis 716 herrschte. Andererseits gibt er, obwohl damit nur die Jahre 715 und 716 in Frage kommen, explizit das Jahr „DCCV“ an, also das Jahr 705.

## Einordnung

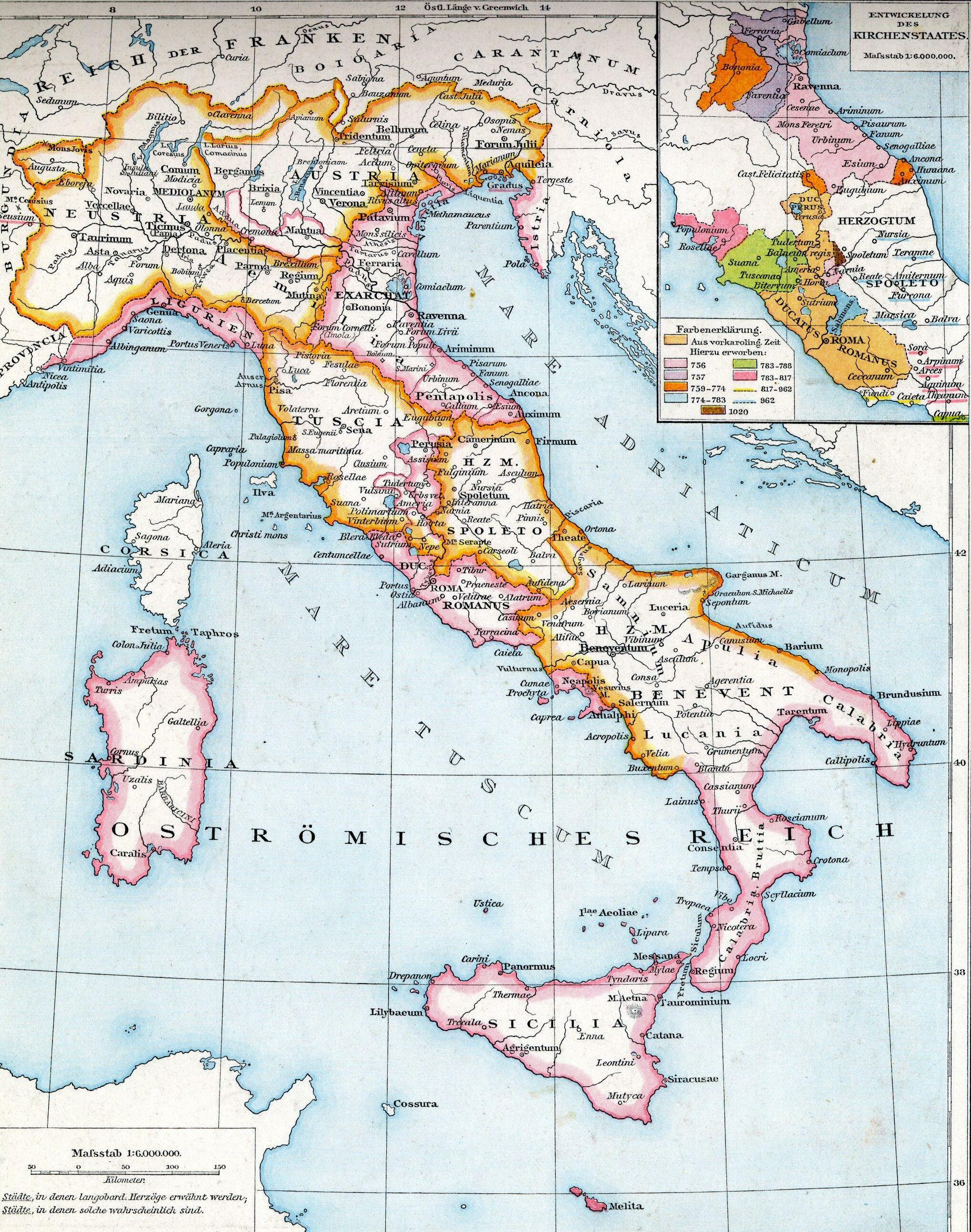
Langobardische und oströmische Gebiete in Italien

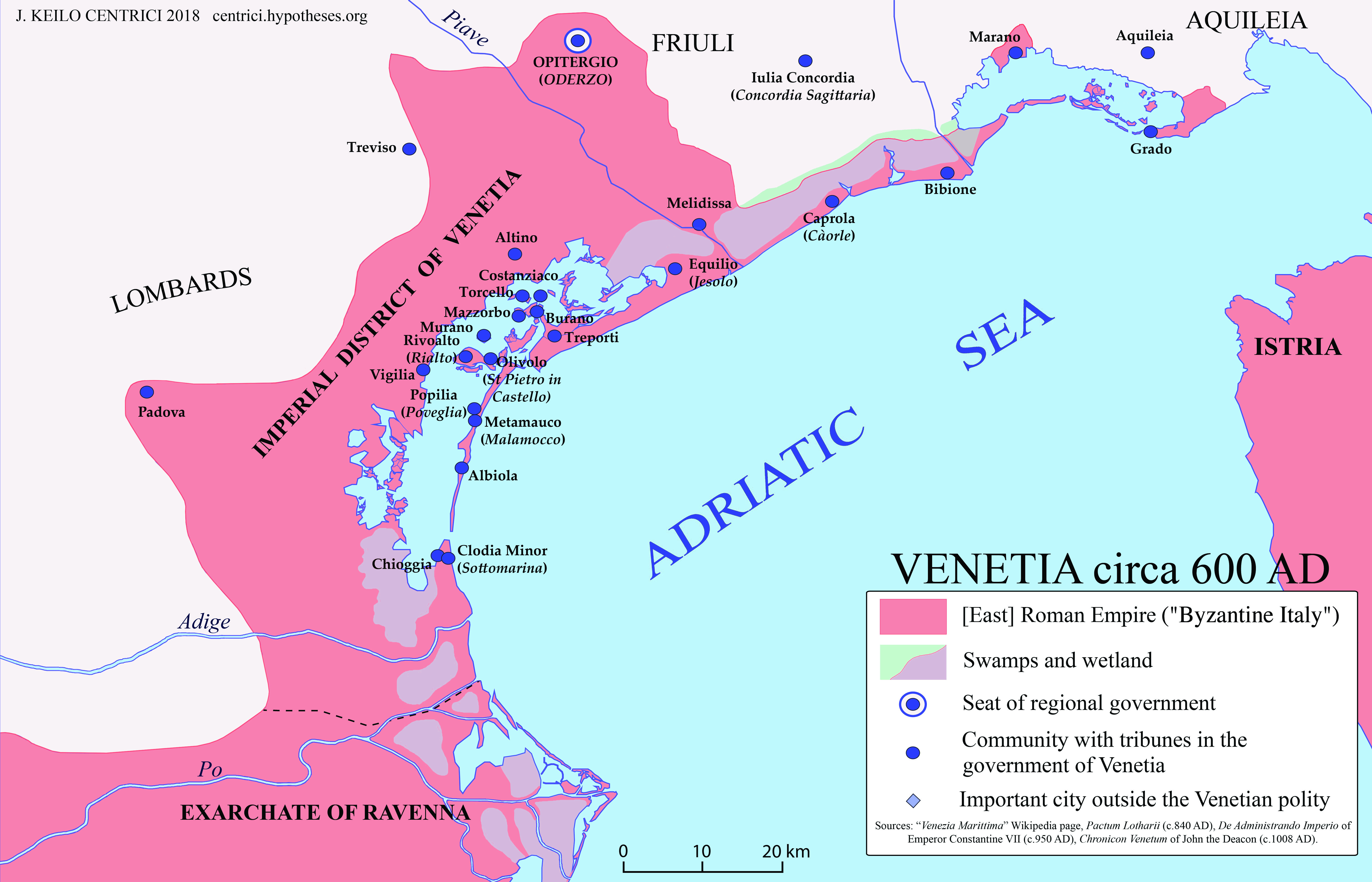
Venetien um 600

In Ravenna wurde, um die ab 568 in Italien ansässig werdenden Langobarden zu bekämpfen, durch die oströmische Regierung ein Exarchat eingerichtet. Der Exarch von Ravenna wurde von Konstantinopel eingesetzt und von dort an seinen Amtsort geschickt, wobei er zugleich über zivile und militärische Rechte verfügte, Rechte, die ansonsten üblicherweise getrennt gehalten wurden. Diese Rechtebündelung hing mit der prekären Situation der oströmischen Gebiete in Italien zusammen, die oftmals durch langobardische Gebiete voneinander getrennt waren. Die Kontrolle über die einzelnen, häufig isolierten Territorien erhielten duces oder magistri militum. Dux konnte dabei Ausdruck einer eher zivilen, von dem jeweiligen lokalen Adel abgeleiteten Funktion sein, während der magister militum eher einem militärischen Rang entsprach. Diesen magistri wurden gelegentlich Aufgaben eines dux zugeordnet. Unterhalb dieser Ebene rangierten die tribuni oder comites, die Siedlungen vorstanden oder Kastelle befehligten.
Die ersten Dukate wurden im 6. Jahrhundert eingerichtet, so dass auch Venedig ein solcher Fall gewesen sein könnte, was aus den Quellen allerdings nicht belegbar ist. Es könnte dementsprechend ein Zusammenhang zur Übertragung der Macht von den Tribunen auf die Duces bestehen. Doch auch die Abtrennung Venetias von Histria, die lange eine gemeinsame Regio, dann ab dem späten 3. Jahrhundert eine Provinz bildeten, könnte damit in Zusammenhang stehen. Wahlberechtigt waren nach oströmischen Regularien alle bewaffneten Männer, insbesondere der exercitus. Diese waffenfähigen Männer bildeten gemeinsam den Kern der Volksversammlung. Die Versammlung wurde als concio generalis oder arengo bezeichnet. Zu ihr gehörten neben dem Patriarchen und den Bischöfen auch Äbte, so dass die Versammlung, wie in anderen Reichsregionen auch, einen wichtigen Kern der politischen Assoziation bildete. Allerdings taucht diese Volksversammlung explizit erst 887 in den Quellen auf, wenn auch bereits 819 eine Versammlung von Volk und Klerus anlässlich einer Schenkung des Dogen Agnello Particiaco und seines Sohnes Giustiniano abstimmte. Stefano Gasparri kommt zu dem Schluss, „Paulicius was definitely a Lombard duke of a north-central Italy duchy, perhaps the duke of Treviso, which was the Lombard duchy nearest to the border.“
Unklar blieb bei der Wahl des Paulicius schließlich auch die Rolle des Exarchen. Es gibt dabei weder eine erhaltene Zustimmung oder Amtsübertragung. Dies mag seine Ursache im tendenziellen Schweigen der venezianischen Quellen über die ursprüngliche oströmisch-byzantinische Herrschaft über die Lagune haben, oder aber in der Schwäche des Exarchats um 700.
Dabei ist die Quellenlage noch ungünstiger als im Rest Italiens. Die erzählenden Quellen Venedigs setzen erst um 1000 ein, und selbst diese Annahme ist mit großer Unsicherheit behaftet. Die älteste venezianische Quelle überhaupt stammt nach Roberto Cessi aus dem Jahr 819 und ist nur in Kopien des 14. Jahrhunderts überliefert.
Als einzige Quelle, die Paulicius explizit nennt, bleibt das Pactum Lotharii von 840. Denn der entscheidende Teil der Chronik des Johannes Diaconus, die besagte Istoria Veneticorum, entstand erst rund fünf Jahrhunderte nach der angeblichen Entstehung des Dogenamts.

## Konflikt mit Grado, Vertrag mitMarcellus, Angaben zur Herrschaftsdauer
Folgt man den sehr viel späteren Quellen, so kam es während der Herrschaft des Paulicius zu nicht näher bestimmbaren Auseinandersetzungen mit dem Patriarchen von Grado.
Paulicius schloss Frieden mit dem Langobardenkönig Liutprand (König von 712 bis 744), ein Vertrag, der noch zur Zeit des Johannes Diaconus gültig war, und zwar in Form einer Grenzziehung, die von den Franken als Nachfolger der Langobarden übernommen wurde. Auf diese sogenannte Terminatio Liutprandina, die später von König Aistulf (749–756) bestätigt wurde, nimmt das Pactum Lotharii von 840 in Abschnitt 26 Bezug, wenn es die Grenzen von Cittanova bestimmt: „De finibus autem Civitatis novae statuimus, ut, sicut a tempore Liuthprandi regis terminatio facta est inter Paulitionem ducem et Marcellum magistrum militum, ita permanere debeat, secundum quod Aistulfus ad vos Civitatinos novos largitus est“.
Diese Aussage wurde vielfach als Friedensbestimmung zwischen Venedig und dem Langobardenkönig gedeutet. Ganz anders jedoch der Wortlaut des Pactums. Es wurde darin ausdrücklich eine Grenzziehung zur Zeit König Liutprands erwähnt. Diese war aber durch „Paulitius“ und „Marcellus“ ausgehandelt worden, der eine Dux, der andere Magister militum. In Abschnitt 28 heißt es zudem mit Bezug auf die Weiderechte für Schafe: „Peculiarumque vestrarum partium greges pascere debeat cum securitate usque in terminum, quem posuit Paulitius dux cum Civitatinis novis, sicut in pacto legitur, de Plave maiore usque in Plavem siccam, quod est terminus vel proprietas vestra“. Hierbei wird auf venezianischer Seite sogar ausschließlich „Paulitius“ genannt. In der Überlieferung wurde lange gemutmaßt, dass im Pactum Lotharii rückblickend die Rollenverteilung zwischen Liutprand auf der einen und Paulitius und Marcellus auf der anderen Seite gemeint wäre.
Noch Johannes Diaconus sah den Vertragsinhalt von 840 recht klar: „Hoc tempore Lotharius imperator anno sui primo, pactum, initum inter Venetos et vicinos subiectos imperii super jure redendo et solutione datiorum, requirente duce, per quinquenium confirmavit terras que ducatus distinsit a terris Ytalici regni; et terminationem factam inter Paulucium ducem et Marcelum magistrum militum de finibus Civitatis Nove sub Liutprando rege et ab Astulffo confinatam comprobavit.“ Er sah also im ersten Jahr des Kaisers Lothar eine vertragliche Grenzregelung, die ihren Ausgangspunkt zwischen Venezianern und in der Nähe lebenden „subiectos“ (Untertanen) des Kaiserreichs genommen habe.

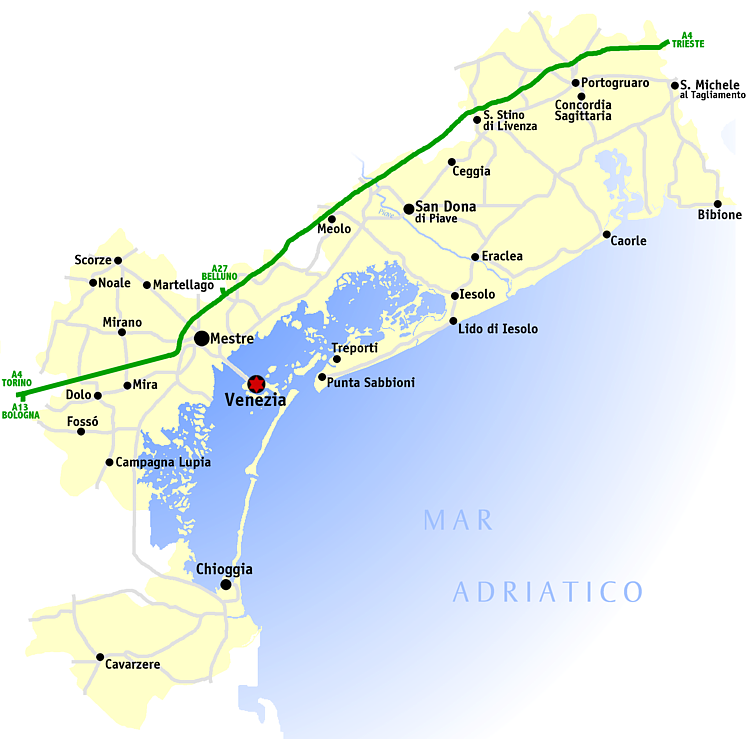
Übersichtskarte der heutigen Lagune

Außer dieser Angabe und der Behauptung, Paulicius habe zwanzig Jahre und sechs Monate geherrscht, und dass er unter dem neuen Duca Marcellus, der im Pactum Lotharii ebenfalls genannt wird (wenn es sich bei dem Magister militum der Quelle um dieselbe Person handelt) in Heracleia (Eraclea) beigesetzt worden sei, erfahren wir jedoch nichts über Paulicius. Folgt man dem Chronicon Altinate aus derselben Zeit, so herrschte er im Übrigen neunzehn Jahre und sechs Monate, wenn man den Angaben von Antonio Rossi aus dem Jahr 1845 folgt. Folgt man hingegen der jüngeren Edition von Roberto Cessi, so waren es entweder 20 Jahre, 6 Monate und 9 Tage, wenn man der Dresdener Handschrift des Chronicon Altinate vertraut, oder 18 Jahre, dazu eine nicht mehr lesbare Zahl von Monaten, sowie 8 Tage, wenn man sich auf die in Venedig liegende Handschrift derselben Chronik beruft.
Möglicherweise kam es gegen seine Herrschaft, geführt von Maiores aus Metamaucum und Equilio (Iesolo) zu einem Aufstand, in dessen Verlauf Eraclea niedergebrannt wurde und der Dux zu Tode kam. Nur ein Kleriker habe das Blutbad überlebt, der die Abstammungslinie durch zwei Söhne fortgesetzt habe. Doch leitet er die Behauptung, der Doge sei dabei ums Leben gekommen, mit „Dicesi“ ein, „Man sagt“ oder „Es heißt“.

## Rezeption

### Ab dem Spätmittelalter
Die Quellenlage zu Paulicius ist überaus ungünstig. Da jedoch für Venedig die Frage nach dem Ursprung seines höchsten Staatsamtes von erheblicher Bedeutung war, wurden über diese früheste Phase umfangreiche Spekulationen angestellt. Daran hefteten sich immer weiter ausufernde Vorstellungen, die aus den Quellen nicht zu belegen sind, und die in immer neue Widersprüche führten. Die führenden Gremien, die sowieso größten Wert auf die Kontrolle über die Geschichtsschreibung legten, maßen dabei der Frage nach der Bedeutung des Paulicius für die Staatsräson und die Verfassungsentwicklung höchsten Wert bei. Vor allem die Fragen nach der Souveränität zwischen den Barbaren und den benachbarten Reichen, dem Verhältnis zu Konstantinopel und dem päpstlichen Rom, der Herleitung und Legitimation ihres territorialen Anspruches, aber auch der Art und der Initiatoren der Bestellung des ersten Dogen standen dabei im Mittelpunkt. Dabei ignorierte man vielfach den Einfluss der Volksversammlung, die erst im 13. Jahrhundert endgültig ihren Einfluss verlor, ohne explizit zu verneinen, dass sie am Anfang des Dogenamtes stand. Zugleich wurde bei der Erhebung des Dogen eine Rolle für den Klerus behauptet, die erst im 14. Jahrhundert eingeführt wurde.
Hinzu kommt eine Eigenheit der venezianischen Geschichtsschreibung. Die Cronica di Venexia detta di Enrico Dandolo aus dem späten 14. Jahrhundert stellt nämlich die Vorgänge, ebenso wie Andrea Dandolo, auf einer in dieser Zeit längst geläufigen, von Einzelpersonen, vor allem den Dogen beherrschten Ebene dar, wobei hier, wie schon erwähnt, „Paulucio prenomado Anafesto universalmente dagli nobili et tuti altri habitanti in Erecliana fu electo primo Doxe“. Er war also sowohl von den Nobili als auch von allen anderen Bewohnern Heracleas zum ersten Dogen gewählt worden. Dies geschah allerdings, ohne dass hier, wie bei Andrea Dandolo, der Klerus eine erkennbare Rolle spielte. Paulucio, so behauptet der Chronist, habe einen Sieg gegen den Langobardenkönig Liutprand errungen, der Istrien habe erobern wollen. Zum Schutz habe er eine Mauer und einen Graben um sein Territorium gezogen, „una grande cercha et fossa attorno le sue habetancie“. Doch die Bewohner von „Exolo“ (gemeint ist Jesolo), „essendo molto acresudi“, wollten sich nicht mehr dem Dogen unterstellen. Es kam zu Kämpfen, zu „molta discordia“, die beiden Parteien schweren Schaden zufügten („grandissimo dano“), die der Doge aber durch eine Übereinkunft („alcun concordia“) beenden konnte. Diese „concordia“ war jedoch nur von kurzer Dauer. Nach einer Regierungszeit von „anni VIII, mexi I, di V“, nach acht Jahren, einem Monat und fünf Tagen also, sei Paulucius gestorben und in Heraclea beigesetzt worden.
Pietro Marcello vermerkte in seinen später ins Volgare unter dem Titel Vite de’prencipi di Vinegia übersetzten Werk lakonisch auf den ersten beiden Seiten, dass „Paoluccio Anafesto“ im Jahr 697 nach der incarnatione Christi „fu creato“ erster Doge. Er hält sich also bezüglich der Herleitung des Amtes und des Zusammenhangs zur Volksversammlung und des Klerus vollkommen im Unklaren. Zudem meint er, die Tribunen hätten zuvor die Lagune über 230 Jahre beherrscht. Auch Marcello war der angebliche Vertrag mit Liutprand bekannt. Zudem hätten sich die „Equilini“ oder „Iesolani“ gegen Venedig erhoben. Die Bewohner Torcellos hätten eine Kirche zu Ehren Mariens errichtet, wo sie „Eliodoro d’Altino“ sowie die Reliquien vieler Heiliger aufbewahrten. In der zugrundeliegenden lateinischen Ausgabe von 1502 lautete der Eintrag zum ersten Dogen noch „Paulucius Dux Primus“. Lapidar heißt es dort „dux est declaratus“; eine Wahl durch die Volksversammlung erscheint hier gleichfalls nicht. Deutlich wird nur, dass der Übersetzer aus „dux est declaratus“ ein „fu creato“ machte. Insgesamt ist Marcello, wie nunmehr die meisten Chronisten, weitgehend von Andrea Dandolos Werk abhängig.
Nach der Chronik des Gian Giacomo Caroldo, die bis 1532 entstand, waren gleichfalls die Angriffe der Langobarden der Grund für die erste Dogenwahl. „Tribuni, cittadini et plebei, con il Patriarcha, Vescovi e tutto il Clero, convennero insieme in Heraclea“, die Tribunen, die Cittadini und das einfache Volk, zusammen mit dem Patriarchen, den Bischöfen und dem gesamten Klerus kamen also zusammen, um einen Dogen zu wählen, der die besagte Gefahr abwenden sollte. Dieser sollte mit „giustitia et equità“ herrschen, mit ‚Gerechtigkeit und Gleichheit‘, aber auch ‚mit Macht‘ („con auttorita“), für allgemeine Angelegenheiten die Volksversammlung („la general concione“) einzuberufen, sowie „Tribuni“ und „Giudici“ einzusetzen. Auch in anderer Hinsicht projiziert der Verfasser der Chronik die Verhältnisse des 13. Jahrhunderts in das Frühmittelalter zurück, wenn er glaubt, der Doge habe die Prälaten nach der Wahl durch entsprechende Versammlungen in ihr Amt eingesetzt („investitura“). Als all dies geregelt war, sei „Paolucio de gl’Anafesti“, „cittadino“ von Heraclea, in sein Amt eingesetzt worden. Er habe mit den Langobarden einen Vertrag ausgehandelt, um ‚seinen Dukat zu festigen‘ („stabilir il Ducato suo“). Im Gegenzug hätten er und der „Popolo Veneto“ „molte esentioni et immunità“ erhalten. Mit „Marcello Maestro di Cavallieri“ legte er laut Caroldo die Grenzen Heracleas fest, die vom „Piave sin alla Piave secca overo Piavicella“ reichten. Hier lässt der Autor durchaus ein tieferes Verständnis des Pactum Lotharii durchblicken, denn er erkennt in Paulucius und in Marcellus die Vertragspartner, nicht den Langobardenkönig. Bei Caroldo herrschte Paulucius deutlich länger als in der Cronica di Venexia, nämlich „anni XX, mesi VJ, giorni VIIJ“, also 20 Jahre, 6 Monate und 8 Tage (S. 47), also genau einen Tag kürzer als in der Dresdener Handschrift des Chronicon Altinate, jedoch etwa zwei Jahre länger als in der venezianischen Handschrift. Die Wahl seines Nachfolgers erfolgte, weil die ‚Bewohner der genannten venezianischen Inselchen‘ („habitatori delle dette Venete isolette“) aus eigener Erfahrung den Wert eines Dogen ‚für Frieden, Ruhe und Vorteile für jedermann‘ kannten („conoscendo per esperienza di quanta pace, tranquillità et beneficio di ciascuno“).

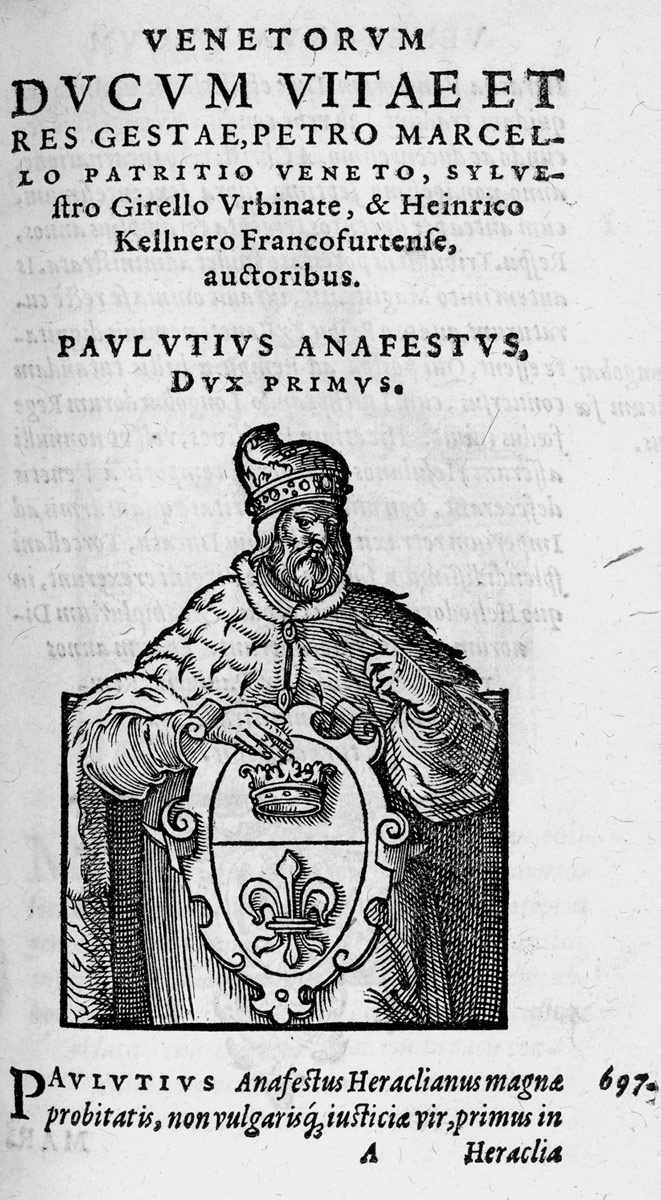
Darstellung des ersten Dogen, Jost Amman 1574

Auch für den Frankfurter Juristen Heinrich Kellner, der die venezianische Geschichtsschreibung im deutschen Sprachraum bekannt machte, war „Paulutius Anafestus der Erste Hertzog“. Doch sei beinahe alles andere ungewiss. Nach ihm war der „Hertzog“ „ein frommer und sehr gerechter Mann“ – ein Topos. In der zugehörigen Marginalie vermerkt der Autor neben dem Jahr „697.“ mit Blick auf den Namen: „Sabellicus nennet ihn Paulucium Heracleanum /im ersten Buch seiner Venedischen Histori.“ War man sich beim Ort der Amtserhebung noch sicher, so nennt der Autor sehr stark abweichende Meinungen zum Zeitpunkt der Wahl. Im Text heißt es, der Doge sei „gewehlet worden / zu Eraclia/ im zwey hundert und zwey und achtzigsten jar/ (wie etliche wöllen) nach Erbauwung Venedig/ und nach der Menschwerdung Christi 697. als die Gemein vorhin lenger denn 230. jar durch Tribunos oder Zunfftmeister regiert worden war.“ Wieder in einer Marginalie vermerkt Kellner, die Amtserhebung sei nach der Meinung anderer nicht im 282. Jahr Venedigs erfolgt, sondern im 297. oder 266., also 15 Jahre später oder 16 Jahre früher. Offenbar waren die namentlich von Kellner nicht genannten Autoren der Auffassung, der Doge sei zwischen 681 und 712 ins Amt gekommen, eine Unsicherheit, die tatsächlich bei zahlreichen Autoren noch lange bestand. Kellner nimmt an, Paulicius habe einen Eid schwören müssen, „daß er alle ding wölt regieren und versehen / wie es die Herrligkeit oder Wirde der Gemein und Herrschaft Venedig erforderte.“ Auch hier handelt es sich um eine Rückprojektion der Verhältnisse späterer Zeit, als der Doge einen umfangreichen Amtseid, die Promissio ducale leisten musste. Nach ihm verbündete sich der Doge mit König „Luitprando / Königen in Lombardi“, auch brachte er mehr durch sein Ansehen als mit Gewalt die „Equiliner oder (wie etliche sagen) die Jesolaner zu gehorsam / welche deßmals von Venetianern abgefallen waren“. Auf Torcello „wurd ein sehr schöne Kirch gebauwet … und haben dareyn geleget Eliodori von Altin Leichnam/und vieler andern Heyligen Gebein.“ Nach Kellner starb der Doge nach „zwentzig jar/und sechß Monat.“
Alessandro Maria Vianolis Historia Veneta von 1680 (Bd. 1), die sechs Jahre später auf Deutsch erschien, versucht den Lesern zu verdeutlichen, dass Anafestus als gewählter Bürger die Staatsführung in die Hände bekam, während Fürsten und Monarchen zur Zeit des Verfassers die Herrschaft durch bloßes Ererben oder durch „bey ihren Lebens-Zeiten / durch stattliche Meriten und heroisch-verrichtete Thaten“ erlangten. Ersteren wiederum sei durch entsprechende Taten für ihr Geschlecht die Tür zur Macht geöffnet worden. Nach ihm bemühte sich Anafestus um „das allervornehmste Stuck / so einen Staat beglückseligen mag / welches der Friede ist“ (S. 35). Dazu habe er „die Bündnuß mit Aritperto, dem König der Langobarden“ gesucht und auch mit seinem Nachfolger „Luitprando“ geschlossen. Die Vorstellung von einer Macht, die souverän Verträge mit externen Mächten abschloss, hatte sich längst fest etabliert. Vianoli sah Venedig, das bis 466 von Bürgermeistern regiert worden wäre, ab diesem Zeitpunkt wieder unter der Herrschaft von „Zunfftmeitern“. Erst in einer dritten Regierungsform, so Vianoli, habe man in Eraclea beschlossen (276 oder wie andere wollen 281 nach Stadtgründung), die Regierung „einem eintzigen allein zu übergeben“. Daher wählte man „Paulutius Anafestus“.

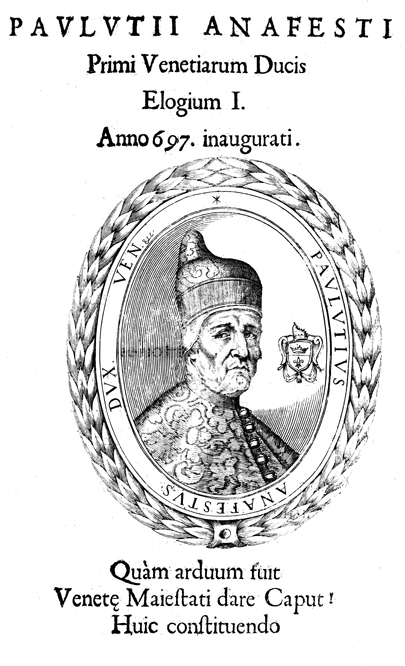
Leone Matina: Phantasieporträt des Dogen in der wohl ersten gedruckten Porträtserie aller bis dahin anerkannten Dogen, dem Ducalis regiae lararium von 1659

1687 glaubte Jacob von Sandrart in seinem Werk Kurtze und vermehrte Beschreibung Von Dem Ursprung / Aufnehmen / Gebiete / und Regierung der Weltberühmten Republick Venedig, „diese Republicq“ habe „zweyhundert und etlich und sechzig Jahr also ohne grosse Trennung und Aufruhr gestanden, welches andere auf 272. Jahr hinaus ziehen“. Doch nun sei es zu „Strittigkeiten“ gekommen, die „Luitbrand, Hertzog von Friaul“ nutzen wollte, „sich ihrer zu bemeistern“. Wegen dieser Bedrohung – diesmal nicht durch den Langobardenkönig, sondern durch den Herzog von Friaul – sahen sich die Venezianer veranlasst, „einen Hertzog auf sein Lebenlang zu erkiesen“, der die inneren Streitigkeiten schlichten, und sich umso besser dem äußeren Feind entgegenstellen sollte. Dabei sollte „seine Macht dermassen umbschräncket seyn / daß er seine Hoheit nicht mißbrauchen / oder sich zu einem Tyrannen unter ihnen aufwerffen könte.“ „Und also ward umb das Jahr Christi 696. zum (I.) Hertzog erwehlet Paulutius Anafestus Heracleanus“. Der Verfasser erwähnt aus seiner zwanzigjährigen Regierungszeit nur, dass er „vorsichtiglich regierete / den Krieg löblich zum Ende brachte / auch eine Kirche erbaute“. Zu seinem Nachfolger wurde im Jahr 717 „Marcellus Tegalianus“ gewählt.
Neben Datierungswidersprüchen entstanden weitere, erheblich voneinander abweichende Deutungen des Gesamtprozesses, durch den es zur Wahl eines ersten Dogen kam. In seiner deutschen Übersetzung einer englischen Ausgabe des Reiseberichtes von Blainville, die 1765 erschien, schreibt Johann Tobias Köhler, dass die Stadt Padua sich die Orte der Lagune bereits früh als Zuflucht erwählt habe, um ihre Bewohner notfalls dort in Sicherheit bringen zu können. Dieser Fall sei eingetreten, als der Hunnenkönig Attila im Jahr 452 Oberitalien verheeren ließ. Nach dieser Erfahrung sollen die Paduaner in der Lagune „Tribunen oder Zunftmeister“ eingesetzt haben, um die Kontrolle über ihre Zufluchtsstätte zu wahren. Nach Blainville erreichten die in der Lagune verbliebenen Adligen, dass sie „durch allerhand gefällige Dienste und gute Worte“ von den Nichtadligen zu „Beschützern des Volkes erkläret wurden“. So geschah es, dass „jedes Eyland seine eigenen Tribunen aus sich selbst erwählete, die nach und nach alle Macht und Ansehen an sich zogen“. Diese Tribunen der einzelnen Inseln verbanden sich demnach und ersuchten beim Kaiser um Erlaubnis, ein gemeinsames Oberhaupt einsetzen zu dürfen, um so von Padua unabhängig zu werden. Dies taten sie, nach Blainville, in Erinnerung daran, dass sich die Paduaner schon 552 beim oströmischen Feldherrn Narses beschwert hätten, dass die Inselbewohner ihnen, den Paduanern, „ihre Sümpfe und Hafen widerrechtlich“ vorenthalten hätten. Die Tribunen also hatten demnach im Jahr 697 „Paulum Anafestum zu ihrem ersten Doge erkohren“, weil sich diese (adligen) Tribunen, die ein hohes Maß an Autonomie erlangt hätten, auf diese Weise – gemeinsam und unter Legitimation seitens des Kaisers in Konstantinopel –, also durch die Wahl eines Dogen, dem Zugriff Paduas hätten entziehen wollen.
Edward Gibbon deutete die Entwicklung romantischer, ohne näher auf die möglichen Ursachen für den Übergang zum Dogenamt einzugehen: „Inmitten der Gewässer, frei, arm, fleißig, unzugänglich, verschmolzen sie allmählig zu einer Republik … und an die Stelle der jährlichen Wahl von zwölf Tribunen trat das lebenslängliche Amt eines Herzoges oder Dogen“.
Eine leicht abweichende Deutung der Vorgänge, die zur Wahl des ersten Dogen führten, fand Verbreitung bis in populäre Darstellungen hinein. So nahm August Daniel von Binzer 1845 an, dass es die Zerstrittenheit der Tribunen war, die dazu zwang, „zur Wiederherstellung der Einigkeit und Bewahrung der Unabhängigkeit des Staates“ eine „Wahl-Monarchie zu gründen“.

### Nachwirken der venezianischen historiographischen Tradition, weitere Ausschmückungen
Johann Friedrich LeBret veröffentlichte 1769 bis 1777 seine vierbändige Staatsgeschichte der Republik Venedig, Erst ab S. 70 des ersten Bandes befasst sich der Autor mit dem ersten Dogen, schickt aber noch Abschnitte über die Langobarden (bis S. 78) und die Regierung der Tribunen voraus, dann die Beweggründe für die Wahl, die Volksversammlung. Auf S. 83 wird schließlich der erste Doge „Pauluccius“ durch die Volksversammlung auf Antrieb des Patriarchen „Christoph von Grado“ (682–717) gewählt, wobei LeBret in einer Fußnote bemerkt: „Paoluccius ist ein zusammengesetzter Namen aus Paul, nicht Paul Lucas. Die venetianische Sprache liebet dergleichen Veränderungen der Namen“ (S. 83, Anm. 3). LeBret fällt ein äußerst positives Urteil über Paulicius. Der Doge habe wegen seiner „Weisheit und Ernsthaftigkeit in allgemeiner Achtung“ gestanden. Doch seine „Gewalt war nicht unumschränkt und unabhängig“, sie war, immer nach LeBret „den allgemeinen Ständen der Nation untergeordnet … Diese behielten noch immer die gesetzgebende Macht, überließen den Tribunen die richterliche Gewalt, und übertrugen dem Doge die ausführende Macht.“ Man suchte die Erblichkeit zu unterbinden, die „einer jeden Insel besondern Aemter aber hiengen von der Ernennung des Volkes ab“. „Krieg und Frieden beschlossen sie nach gemeinsamer Uebereinstimmung mit dem Volke“. Daher, so glaubte LeBret, würden die „frühesten Schriftsteller“ derartige Beschlüsse „niemals den Fürsten allein, sondern dem ganzen Volke zuschreiben“. Den außenpolitischen Druck, welchen der Autor als Ursache für die Wahl eines ersten Dogen ausmacht, sieht er vor allem in Lupus, dem Herzog von Friaul verkörpert, der, angestachelt von Fortunatus von Aquileia („ein heimlicher Schismatiker“, S. 87, „ein Erzheuchler“, S. 91), Grado angriff. Dieser Angriff sei, so „Paul Warnefried“ – Paulus Diaconus –, über eine „künstliche im Meere gemachte Straße“ erfolgt. „Dieses können wir ihm wohl nicht glauben. Denn Grado war von je her eine Insel“. Nun erst kommt LeBret unmittelbar auf Paulutius zu sprechen. Dieser „verschaffte sich bey seinen Nachbarn ein gewisses Ansehen“, nach innen sorgte er für Ausgleich, die „Gerechtigkeit handhabete er mit Ernste, und Parteylichkeit war fern von ihm“. Seinen „Wohnplatz“ nahm er in Eraclea, „die Schiffahrt kam empor“. „Er ließ die Schiffmaterialien sammlen, legte gewisse Zeughäuser an, und ermunterte sein Volk, die See zum Hauptgegenstande ihrer Absichten zu machen, und die Seeräuber aus diesen Gewässern zu vertreiben.“ Damit entfaltet der Autor beinahe das gesamte Programm der kommenden Jahrhunderte. Außerdem sei „sein Friede … die Grundlage aller andern Vergleiche mit den langobardischen und den andern Königen, welche sich in Italien fest gesetzt haben.“ Die Chronik des Johannes Diaconus, zu dieser Zeit „sagorninische Chronik“ genannt, datiere den Frieden mit den Langobarden unter Liutprand nahe dem Krönungsjahr 712 (S. 94). Paulutius sei es gelungen, die Freundschaft des Langobardenkönigs zu erlangen. Die Grenze des „Staates von Heraklea“ „fieng bey der großen Piave an, und reichte bis zur trocknen Piave, Plaviscella oder Plavisda genannt“. Damit habe „Paulucius seinen Staat gegen Norden“ erweitert, „einen festen Fuß auf das Lande“ bekommen – gemeint ist auf dem Festland jenseits der Lagune, auf der Terra ferma. LeBret glaubte, man habe an verschiedenen Flussmündungen schon „Burgen“ zwecks Grenzsicherung errichtet. Die Equilier hingegen, „als rohe und ungesittete Leute, welche bloß der Viehzucht obwarteten, brachte er durch seine Geschicklichkeit wieder zum Gehorsame, nachdem er sie vergeblich gesuchet hatte, sich von dem allgemeinen Bunde zu trennen.“ Außerdem erwarb er sich, so LeBret, „den wahren Ruhm, sein Volk in etwas gebildet zu haben“. Er starb nach 20 Jahren der Herrschaft, im Jahr 717, wie der Autor in einer Marginalie ausweist.

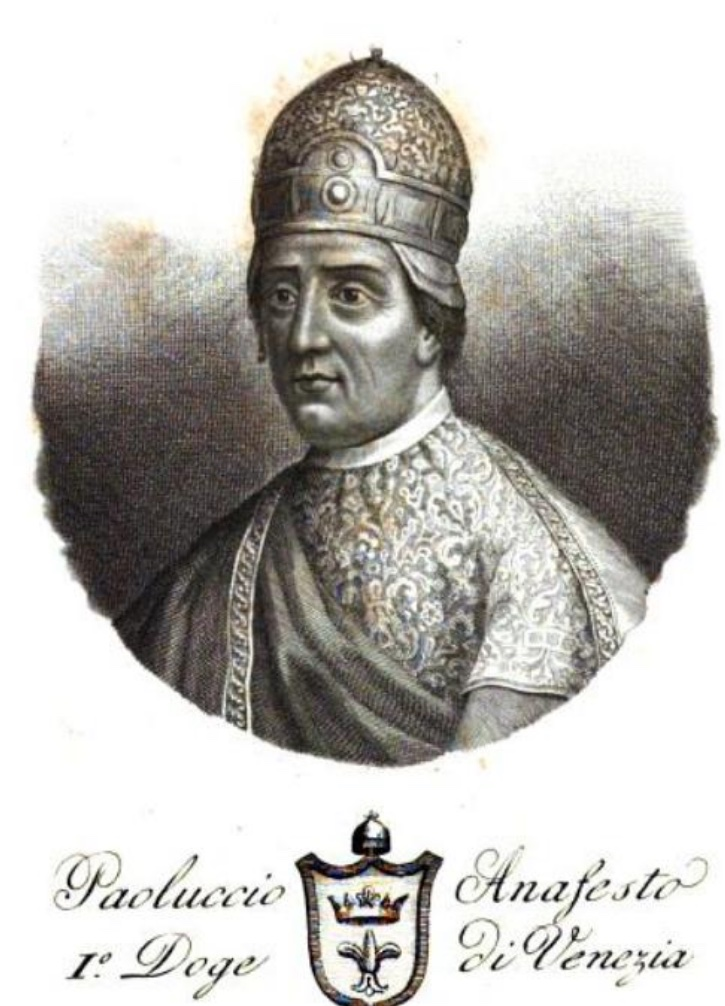
Abbildung aus Serie dei Dogi di Venezia intagliati in rame da Antonio Nani, Venedig 1840, angefertigt vor 1834

1861 beschrieb Francesco Zanotto in seinem Il Palazzo ducale di Venezia in einer Fußnote die legendären Zusammenhänge näher, denn es genügte nicht, die Abstammung der venezianischen Adelsfamilien zu erklären, sondern dem Dogen möglichst weit zurückreichende Vorfahren zu verleihen. So nahm man zu dieser Zeit an, die Familie des ersten Dogen stamme aus Padua. Sie habe zu dieser Zeit Antenorea geheißen, nach Antenor, dem legendären trojanischen Gründer der Stadt. Diese Familie führte man zugleich auf die römische Familie Asconia zurück, die nach und nach den Namen Anafesta, Anapesta oder Anasesia übernommen habe.
Wilhelm Obermüller legte 1868 in seinem Deutsch-Keltischen, geschichtlichgeographischen Wörterbuch eine andere These vor: „697 wurde Paulitius Anafestus, Bürger aus Heraklea zum ersten Herzog (Dux oder Doge) gewählt und ihm die vollziehende Gewalt übertragen, während die Tribunen den Adel vorstellten, und zu Gerichte sassen, das Volk aber die gesetzgebende Gewalt behielt.“ Während also demnach der Doge in der Verfassung Venedigs die Exekutive darstellte, stand dem Volk die Legislative zu. Die Tribunen stellten dabei den Adel.
Samuele Romanin dehnte, im Gegensatz zu den äußerst knappen Quellen, in seinen Lezioni di Storia Veneta, die 1875 in Florenz erschienen, die über Jahrhunderte wuchernde, phantasievolle, aber auch gezielt zu politischen Zwecken eingesetzte Überlieferung über den ersten Dogen und die frühe Geschichte der Lagune auf epische 23 Seiten aus. Dabei umfasste der besagte Abschnitt unter dem Titel „Il primo doge Paoluccio Anafesto“ beinahe die Geschichte des gesamten spätanik-frühmittelalterlichen Mittelmeerraumes. Hinzu kamen die inneren Auseinandersetzungen, die Romanins Schilderung ab S. 36 als weitere Bedrohung hinzunimmt. In dieser zugespitzten Lage berief „Cristoforo patriarca di Grado“ eine „generale assemblea“ nach Eraclea ein. Nur ein „duca“, ähnlich wie in Rom, Genua oder Neapel, würde der „Repubblica“ größere Bedeutung verleihen. Als ‚die Tribunen der verschiedenen Inseln‘ darin übereinstimmten, wurde ein entsprechender Entschluss gefasst. Um die Macht des Duca zu begrenzen, wurde sogar, so projiziert Romanin ebenfalls ein halbes Jahrtausend in die Vergangenheit zurück, eine „promissione durcale“ abgefasst. Darin wurde sein Recht auf Einberufung der Allgemeinen Versammlung festgehalten, der er zusammen mit dem Patriarchen vorsitzen sollte, mit Bischöfen und „Giudici“ (wohl eine Art Richter). Er hatte das Recht, Magistrate zu erwählen, diese aber auch abzusetzen oder zu bestrafen. Er durfte mit fremden Herren verhandeln, doch ohne die Zustimmung des ganzen Volkes keine „convenzioni“ beschließen, Gesetze, Friedensabkommen oder Kriegserklärungen. Neben weiteren Rechten, habe er, so Romanin, auch im klerikalen Bereich erhebliche Rechte besessen – die aber tatsächlich erst sehr viel später durchgesetzt wurden. Auch durften sie freien Handel betreiben, was es ihnen gestattete, Kirchen und öffentliche Gebäude auszuschmücken, sie erhielten Ländereien, Wälder, Wiesen und Jagdgebiete, schließlich Begleitung für die Besuche der zahlreichen Inseln (S. 38). Romanin erkennt den frühen Dogen im Grunde einfach alles zu, was ihnen später durch die besagte promissione ducale untersagt wurde. Auf dem Hauptplatz von Eraclea versammelten sich die ‚Deputationen‘ der Inseln, geführt von ihren jeweiligen Tribunen. Paoluccio, wie Romanin vorsichtig vermerkt, ‚vielleicht aus dem Hause Falier‘ („forse della Casa de’Faliero“), sei durch die Tribunen gewählt worden. Das übrige Volk habe bloß akklamiert. Romanin lässt nur selten Zweifel an der Historizität der Schilderungen erkennen. Der Gewählte warf sich vor dem Altar nieder und sprach ein Gebet, dann erhob er sich und beschwor mit dem Evangelium in der Hand seine Promissione, liefert der Autor im Gegenteil noch viel mehr Einzelheiten. Dann ergeht sich Romanin sogar in Schilderungen der Kleidung, deren Basis eine Darstellung ‚vielleicht des 8. Jahrhunderts‘, in der Markusbasilika sei, wie Romanin vermerkt. Diese Darstellung befinde sich über dem Portal des Chores. Selbst über den Tagesablauf weiß der Autor zu berichten, räumt allerdings ein, dass die Wahl im Jahr 697, nach anderen im Jahr 712 stattgefunden habe. Den Kern der ganzen Schilderung nennt Romanin erst spät, wenn er meint, diese Wahl habe die nunmehrige Unabhängigkeit angezeigt (S. 42). Die eine Seite habe Schutz geboten (Ostrom), die andere (Eraclea und die Inseln) Reverenz, aber keineswegs Untertanenstatus („di protezione da una parte, e di reverenza, ma non di sudditanza, dall’altra“). Dementsprechend sei den Herrschern der übrigen Welt die Wahl auch nur angezeigt worden. War der Doge stark, so entmachtete ihn das Volk mit Gewalt, war er schwach, so war er der Sklave von Patriziern und Klerus. Die Tribunen seien „magistrati subalterni“ geworden, von denen sich zahlreiche Familien später herleiteten, und die vielfach mit der neuen Macht im Streit lagen. Romanin dient diese Konstellation als Erklärung für die überaus unruhigen Zeiten, aber auch als Erklärung für die spätere Dominanz der alten Häuser, Großfamilien, die sich auf die Wähler des Dogen oder auf bestimmte Tribunen zurückführten, ja, auf den angeblichen Dogen selbst.
Gänzlich anders argumentierte August Friedrich Gfrörer († 1861), dessen historische Phantasie zumindest weniger konventionell, aber auch weniger blühend war. Er nimmt in seiner, erst elf Jahre nach seinem Tod erschienenen Geschichte Venedigs von seiner Gründung bis zum Jahre 1084 an, dass „die Byzantiner“ ihre Herrschaft durch Tribunen ausübten, „die jedoch meines Erachtens vom Volke gewählt und hernach vom Hofe bestätigt worden sind.“ Gfrörer glaubt, es habe seit Theoderich dem Großen zwölf Tribunen gegeben. Bedeutendere Städte seien hingegen von „Duces“ regiert worden. Als Venedig an Bedeutung zugenommen habe, sei in Konstantinopel die Auffassung aufgekommen, auch Venetien brauche nunmehr einen solchen „Herzog“ (S. 36 f.). Dies zu Ende gedacht, so der Autor, weise den gesetzlichen Weg einer vom Exarchen initiierten Wahl durch „die Bischöfe und alle angesehenen Laien der Eilande“. Während Johannes Diaconus explizit die äußeren Gefahren für ursächlich hielt, nennt Gfrörer damit eine weitere Möglichkeit. Auch weist er auf den Widerspruch innerhalb der Chronik des Johannes Diaconus hin, der angebe, die Einsetzung des Dogen sei während der Regierungszeit Liutprands (712–744) und des Kaisers Anastasius erfolgt (713–716). Während also die Wahl zwischen 713 und 716 erfolgt sein muss, gibt der Chronist selbst an, Paulicius sei im Jahr 727 nach zwanzigjähriger Herrschaft gestorben. Damit würde die Wahl ins Jahr 707 fallen (S. 40). Gfrörer glaubt im Gegensatz zu seinen Kollegen nicht, dass der Chronist Andrea Dandolo die zu seiner Zeit gängigen Rechtsvorstellungen – die besagten Zuweisungen von Aufgaben an Doge, Tribunen, Klerus – in das Frühmittelalter zurückprojiziert habe, denn dieses hätten die Veneter in Byzanz gelernt. „Noch mehr, nicht der Doge Pauluzzo, sondern der Basileus von Constantinopel selber war es, der die oben erwähnten Bedingungen bei Einsetzung des ersten Dogen vorschrieb.“ Das Verschweigen der byzantinischen Dominanz erkläre sich aus der späteren Geschichte, in der die Venezianer das „Lumpenvolk“ der Griechen verachtet hätten, deren Herrschaft Enrico Dandolo, „des Geschichtsschreibers Ahn“ ein Ende bereitet habe. Daher, so Gfrörer, verschwiegen die Chronisten so weit wie möglich die Tatsache, dass die Venezianer ausgerechnet diesen Griechen untertan gewesen waren (S. 42 f.). Gfrörer selbst hielt die Herrschaft der Byzantiner für „die sinn- und ehrloseste des Mittelalters“ (S. 43). Andrea Dandolo habe jedoch nicht lügen wollen, und so habe er verklausuliert geschrieben: „Durch jene hingeworfenen Worte deutet er Wissenden die Wahrheit an, ohne daß der große Haufen es merkte. Die ächten Historiker verstehen einander mittelst gewisser Zeichen.“ Daraus erkläre sich auch ein wesentlicher Unterschied zwischen Johannes Diaconus und Andrea Dandolo bei den Wählern. Während Johannes „alle Venetianer, insbesondere aber den Patriarchen und die Bischöfe, als Theilnehmer an dem Akte aufführt, sagt jener, Pauluzzo sei durch die Tribunen, alle Vornehme, das gemeine Volk, den Patriarchen und den gesammten Clerus erkoren worden.“ Die Wahlberechtigung des gemeinen Volkes, das schon Kaiser Justinian für „nichts weiter als eine Steuer einbringende Maschine und keine politische Macht“ gehalten habe, sei eine bloße Konzession an die lokalen Verhältnisse gewesen: „das tapfere und rührige Matrosenvolk ließ sich nicht gutwillig von den Wahlen ausschließen“ (S. 44). Der Adel, in Gfrörers Augen ausschließlich „Schiffsrheder und Kaufherren“, habe allerdings die Ämter unter sich aufgeteilt. „Das Volk aber, d. h. die Matrosen und Gewerbsleute, stimmten bei den Wahlen, wie die Arbeitgeber es haben wollten, bei denen jene Brod und Speck verdienten.“ Er mutmaßt, Johannes Diaconus habe die Langobarden als externe Bedrohung nicht explizit genannt, weil er die Slawen im Blick gehabt habe, die Paulus Diaconus unter dem Jahr 726 erstmals erwähne, die jedoch schon ein halbes Jahrhundert früher gegen Langobarden gekämpft hätten, nämlich zwischen 666 und 678. „Denn wenn die Südslawen es wagten, das Reich des mächtigen Langobardenkönigs anzufallen, werden sie sicherlich die Venetianer nicht geschont haben“ folgert Gfrörer (S. 47). Damit aber gibt er der Datierung Dandolos in das Jahr 697 den Vorzug. Da jedoch der Vertrag mit dem Langobardenkönig sowohl von Paulicius als auch von Marcellus, der einen byzantinischen Titel führte, nämlich den des Magister militum, abgeschlossen worden sei, folgert Gfrörer, dass der Doge „der bürgerlichen Verwaltung“ vorgestanden habe. Den „Heerbefehl“ habe hingegen ein Anderer geführt. Diese Teilung der Aufgaben sei wiederum ein Beweis dafür, dass der Doge „kein unabhängiger Herzog, sondern der Statthalter“ des Kaisers war.

### Ansätze quellennaher Geschichtsschreibung
Diese eigenwilligen Auffassungen blieben nicht ohne Widerspruch. Pietro Pinton, der Gfrörers Werk im Archivio Veneto in den Jahresbänden XII bis XVI übersetzte und annotierte, korrigierte zahlreiche Annahmen Gfrörers, insbesondere wenn es um solche ging, zu denen der Beleg aus den Quellen fehlte oder zu ihnen gar in Widerspruch stand. Seine eigene kritische Auseinandersetzung mit Gfrörers Werk erschien erst 1883, gleichfalls im Archivio Veneto. Pinton, der Gfrörer für einen Meister seines Faches hielt, glaubt, er habe seinen Generalthesen die Deutung der Quellen gebeugt. Er schere sich dabei nicht darum, dass Johannes Diaconus die Dogenwahl mit größter Genauigkeit zu datieren suche, und er erwähne auch gar nicht dessen Feststellung, dass es heftige interne Konflikte gegeben habe, was ja in Widerspruch zu seiner These von der Dominanz des Kaisers gestanden hätte (S. 36 f.). Dem Argument Gfrörers, die Dogen hätten den höheren Klerus investiert, weil sie dies aus Byzanz kannten, hält Pinton entgegen, dass dies auch die Langobardenkönige getan hätten – sicherlich ohne östliches Vorbild. Den angeblichen Vertrag mit den Langobarden liest Pinton „alla lettera“ und meint (mit Bezug auf Henry Simonsfeld, Archivio Veneto XIV, 97) – ohne dass dies zunächst im wissenschaftlichen Diskurs aufgegriffen wurde –, dass der Vertrag stattdessen zwischen Paulicius und Marcellus geschlossen worden sein könne. Dazu stehe jedoch, so Pinton, die Grenzziehung an sich in Widerspruch, ebenso wie, und damit lag er genau richtig, die spätere Überlieferung (S. 38). Eine einfache Erklärung für das Erscheinen des Marcellus könne sein, dass er ein Mandat des Kaisers oder des Exarchen erhalten habe. Zudem sei unklar, ob es sich bei Marcellus um den späteren zweiten Dogen gehandelt habe. Den angeblichen Unwillen Andrea Dandolos, das Untertanenverhältnis zu Byzanz einzuräumen, widerlegt Pinton mit wenigen Ausdrücken aus Dandolos Werk: „adhaerere, devoti, obedientia“ gegen das Kaiserreich.
Heinrich Kretschmayr meint 1905 im ersten Band seiner dreibändigen Geschichte von Venedig, die Quellen nennten „als ersten dieser Duces den Paulus, Sohn des Lucius, Paulutius“. Doch Kretschmayr deutet nicht nur den Namen anders, denn er sieht die Lagune als politisch zerklüftet an: „Die einzelnen Inseln haben ihre Sonderrechte, Traditionen, Sagenkreise“. „Der Dux findet nicht den Gehorsam der Erbtribunen“, das Amt erlange erst im 9. Jahrhundert ein „fragloses Übergewicht“. Der kaiserliche Dux, so glaubt Kretschmayr, habe in Gegensatz zur „ortsansässigen tribunizischen Aristokratie“ gestanden. Bei ihm erscheint auch der Anstifter der Revolution in Ravenna (706–711) gegen das „Schreckensregiment der Exarchen“, „Georgios, der Sohn des Johannaces“, in den Binnenkämpfen wieder, vor allem denen zwischen Heracliana und Jesolo. Dabei spekuliert Kretschmayr darüber, ob der erste Doge bei diesen Kämpfen ums Leben gekommen sei. Den Vertrag von 713–716 deutet Kretschmayr wiederum in der Weise, dass er zwischen „Luitprand und dem byzantinischen Militärbevollmächtigten Magister militum Marcellus von Istrien mit Beiziehung des Dux Paulutius“ zustande gekommen sei. Die darin enthaltene Grenzziehung sei „dann Jahrhunderte hindurch von Langobardenkönigen und deutschen Kaisern immer neu anerkannt worden.“ Der Autor glaubt, der Nachfolger des Paulicius, jener Marcellus von Istrien, sei „auch mit der Verwaltung des Dukats von Venetien betraut“ worden. Diesem hätten stärkere Machtmittel zur Verfügung gestanden, so dass „der heimische Widerstand eine Weile Stille gehalten hätte“ (S. 44).

### Befreiung vom venezianischen Mythos, die Frage der Historizität
Noch Frederic Lanes Monographie Venice. A Maritime Republic, die 1972 erschien, sah Venedig – vor dem Hintergrund der amerikanischen Nachkriegsgeschichte – als ein Bollwerk gegen die Tyrannei an. Auch andere Historiker übernahmen damit die vom venezianischen Patriziat ausgestaltete und verbreitete Darstellung Venedigs und seiner gerechten Herrschaft. Erst 1975 begann mit einem Aufsatz von Eric Cochrane und Julius Kirshner die Dekonstruktion dieses geschlossenen Zirkels von Deutungsmustern, die fast bis heute anhielt.

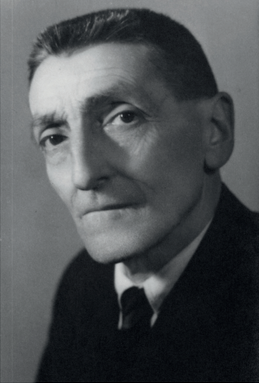
Porträt Roberto Cessis

Die Historizität des Paulicius war von Historikern bereits in den 1920er Jahren erstmals in Frage gestellt worden, allen voran von Roberto Cessi. Für ihn begann die Reihe der Dogen erst mit dem der Legende nach dritten Dogen, mit Orso Ipato, denn die Überlieferung zum zweiten Dogen basiere auf denselben Quellen wie die zum ersten. Darüber hinaus ergäben die Quellen noch nicht einmal eine sichere Aussage darüber, ob der zweite Doge überhaupt mehr war, als ein Magister militum. Nach Cessi wurde der dritte Doge in einem Aufstand gegen Byzanz gewählt, nachdem Kaiser Leo III. versucht habe, durch ein Dekret seine bilderfeindliche Politik auch in Venedig durchzusetzen. Für Cessi war die Wahl eines Dogen unter dem seiner Ansicht nach dafür zu strikten Regime Konstantinopels vor diesem Zeitpunkt gar nicht denkbar – insofern dachte er wie Gfrörer. Während Cessi in Marcellus einen möglichen Vertreter der byzantinischen Herrschaft sah, vermeinte er, dass ein lokaler Vertreter gar nicht die imperiale Macht besessen haben könne, derart souverän Grenzen zu bestimmen, wie sie im Pactum Lotharii genannt würden. Cessi schloss die Existenz eines Dogen Paulucius daher aus und identifizierte den im Pactum genannten Unterzeichner mit dem Exarchen Paulus. Dessen Titel eines „patricius“, den die kaiserlichen Statthalter regelmäßig führten, sei in der korrupten Überlieferung mit einem Eigennamen verschmolzen, in der Form Paulus patricius = Paulicius. Damit erst sei ein „Paulicius“ erfunden worden. Es sei möglich, dass der Patricius Paulus, zuvor Duca Siziliens, diesen Titel beibehalten habe. Dieser Auffassung schloss sich Gino Luzzatto in einer Festschrift für Cessi verklausuliert nur insofern an, als er Paulucius für einen der in byzantinischer Zeit üblichen Duces hielt, die im Auftrag des Ravennater Exarchen nun eben die Lagune militärisch-administrativ kontrollierten. Zweifel an der Existenz des ersten Dogen äußerte er dabei allerdings nicht.
Die Vorbehalte gegenüber der Darstellung durch Andrea Dandolo schlugen sich bald auch in allgemeinen Darstellungen nieder. So meinte Andrea Da Mosto in seinem Werk I dogi di Venezia, der Darstellung des Dogen sei mit Vorsicht zu begegnen, sie sei in einigen Punkten sogar offenkundig falsch. Auch sei der Übergang zur neuen Regierungsform keineswegs endgültig gewesen. Ebenso wenig sei er friedlich erfolgt, auch wenn in späterer Zeit der Mythos gepflegt worden sei, Venedig sei es gelungen, sich vom Hass frei zu halten, der in allen anderen Städten Familien und Faktionen gegeneinander aufgebracht habe. Die ‚Fakten widersprechen jedoch einer zu einfachen Deutung, um nicht interessiert zu klingen und überzeugen uns so vom Gegenteil‘ ergänzt der Autor, der den traditionell genannten zweiten Dogen Marcellus gleich auslässt, um die Herrschaft der Magistri militum und des Orso Ipato anzuschließen.
Die Loslösung von der venezianischen Überlieferung, der Tradition, erforderte jedoch weitere Jahrzehnte der Forschung. Reinhard Härtel schrieb im 1993 erschienenen 6. Band des Lexikons des Mittelalters: „Heute gilt jene Lösung als die wahrscheinlichste, nach der P. ein Hzg. im langob. Treviso gewesen ist.“
Zuletzt Stefano Gasparri widersprach Roberto Cessi allerdings in wesentlichen Punkten. Gasparri stimmt ihm zwar insofern zu, als er eine Existenz des Paulicius gleichfalls für unwahrscheinlich hält, aber die Gleichsetzung mit dem Ravennaten scheint ihm doch Ausdruck des „Isolationismus“ zu sein, der Sonderrolle Venedigs, bei der die gesamte Geschichte von derjenigen der Nachbarn abwich und ein isoliertes Eigenleben führte. Cessi habe praktisch jeden Einfluss vom Festland, sei es durch Langobarden, sei es durch Franken, zurückgewiesen. Dabei glaubt Gasparri zudem, dass die pacta mit den Langobarden gleichfalls eine Erfindung des Johannes Diaconus seien. Die Nennung des Langobardenkönigs Liutprand habe nur der Datierung gedient, der Vertrag sei keineswegs mit dem König geschlossen worden, sondern er gehöre in eine Reihe anderer Verträge der langobardischen Herrscher unterhalb der Königsebene. Es habe keinen Dogen Paulicius gegeben: „Paulicio non fu il primo doge“ (S. 35). Paulicius könne, wie es 1964 Gian Piero Bognetti vorgeschlagen hatte, der Duca von Treviso gewesen sein, oder einer seiner Nachbarn, möglicherweise ein Langobarde (S. 38). Damit wurde aus dem Pactum Lotharii eine bloße Abstimmung der Grenzen zwischen zwei aneinandergrenzenden Territorien, nämlich des ursprünglich langobardischen Dukates Treviso und des byzantinischen Exarchats Ravenna.
Anna Maria Pazienza folgte 2017 einer ähnlichen Linie. Dabei spielt der Autor der Chronica de singulis patriarchis Nove Aquileie eine entscheidende Rolle, dem eine Reihe von Dokumenten aus dem Patriarchenarchiv noch vorgelegen haben müsse. Unter diesen befand sich eine Art Brief, den Patriarch Fortunatus II. an seine Kleriker in Grado geschickt hatte, möglicherweise aus dem byzantinischen Exil, und der einem Testament ähnelt. Fortunatus listet darin seine Verdienste um die Gradenser Kirche auf, und er gibt seiner Hoffnung auf eine baldige Rückkehr Ausdruck. Seit Giordano Brunettin (1991) wird diese Quelle eher als Exzerpt einer Gerichtsakte aufgefasst, in der der Patriarch versuchte, seine Verdienste in den Vordergrund zu rücken, während er beschuldigt wurde, die Gradenser Kirche bestohlen zu haben. Pazienza führt angesichts dieses weit reichenden Zugriffs auf heute meist verlorene Dokumente aus, wie der Chronist die Wahl zum ersten Dogen schildert. Er setzt sie, wie schon erwähnt, zu Zeiten des Kaisers Anastasius und des Langobardenkönigs Liutprand (also um 713) an, und führt aus, wie dieser Paulicius einen Vertrag schloss und sich Cittanova vom Langobardenkönig zusichern ließ. Dies erinnere, so Pazienza, an den Text des Pactum Lotharii, worin der Kaiser den Grenzverlauf anerkennt, den einst Liutprand dem Paulicius und dem Magister militum Marcellus zugesichert habe. Für Pazienza handelte es sich also nicht um einen langobardisch-venezianischen Vertrag auf höchster Ebene, sondern Liutprand garantierte bloß einen Vertrag zwischen Paulicius und Marcellus (der zugleich die Grenze von der Piave Maggiore zur Piave Secca verschob). Für die Autorin wurde damit die Grenze zwischen dem Langobardenreich und der byzantinischen Provinz Venedig festgelegt. Für sie ist Paulicius also ebenfalls nicht der erste Doge Venedigs, wie es die venezianische historiographische Tradition seit einem Jahrtausend behauptet, sondern der Dux von Treviso. Die byzantinische Provinz hingegen wurde von jenem Marcellus regiert, einem Magister militum. „No peace agreement was ever concluded between King Liutprand and Venice, nor was Paulicio ever the duke of the lagoon city, as the chronicler states, misinterpreting – if deliberate or not is difficult to say – the evidence at his disposal: the pactum Lotharii or its following renewals“ (S. 42). Damit wäre ein Gründungsmythos Venedigs, abgeleitet aus dem Pactum Lotharii, eine bloße Rückprojektion des Verfassers einer der ältesten Chroniken Venedigs. Ihn hätten rund drei Jahrhunderte von den beschriebenen Vorgängen getrennt. Pazienza konnte zu diesem Zeitpunkt noch nicht wissen, dass, wie Șerban Marin zeigen konnte, ausgerechnet der Teil der Istoria Veneticorum, der die früheste Geschichte der Herrscher über die Lagune beschreibt, erst im frühen 13. Jahrhundert entstanden ist.
Den ersten Dogen als Protagonisten eines historischen Romans präsentierte 2017, ungerührt von der Forschungsdebatte, Lodovico Pizzati unter dem Titel Venetians. The First Doge.